# Luis González Rodríguez
Luis Alberto González Rodríguez (Ciudad de México, Distrito Federal, 8 de abril de 1924 - ibídem, 19 de enero de 1998) fue un historiador, etnólogo, catedrático, investigador y misionero jesuita mexicano.  Se especializó en el estudio e investigación de la historia y antropología del pueblo rarámuri o tarahumara.

## Estudios y maestro
Realizó sus estudios primarios en la Escuela San Borja, Colegio Grosso y Extensión Universitaria de la Universidad Nacional Autónoma de México (UNAM). En 1939 ingresó a la Compañía de Jesús, se trasladó a Guadalajara en donde concluyó la preparatoria en el Instituto de Ciencias.  Realizó estudios humanísticos en el Ysleta College de El Paso, Texas y posteriormente Filosofía en la Universidad Loyola Marymount en Los Ángeles, California. Obtuvo una maestría con la tesis El triple demismo de Sun Yat Sen y el comunismo chino.
En 1949 tuvo su primer contacto con el pueblo rarámuri al dar clases durante tres años en las comunidades indígenas de la  sierra Tarahumara en Chihuahua. En esta época conoció a Erasmo Palma Fernández con quien entabló una profunda amistad. Con él mantuvo largas conversaciones que lo introdujeron a la práctica y comprensión del idioma y de la cultura rarámuri, parte de ellas fueron grabadas en 52 casetes. 
De 1953 a 1956 cursó una licenciatura de Teología en la Universidad Católica de Lovaina, obtuvo su título con la tesis El apostolado franciscano en México, 1523-1572.  De 1957 a 1962 realizó estudios en la Facultad de Letras y Ciencias Humanas del Instituto de Etnología de la Universidad de París. Fue discípulo de Guy Stresser Péan y Jacques Soustelle. Su interés sobre la cultura rarámuri lo llevó a realizar investigaciones en la crónica del misionero belga-bohemio Joseph Neumann, de esta forma, en 1971, obtuvo un doctorado en etnología con la tesis Joseph Neumann, S. J. révoltes des indiens tarahumars (1626-1724) la cual fue publicada en francés por el Institut des hautes études de l'Amerique latine de la Universidad Sorbona Nueva - París 3 y posteriormente fue traducida al checo y al español.

## Catedrático
Al regresar a México se integró a la Universidad Iberoamericana, fue director de la Escuela de Antropología Social de 1964 a 1969, y subdirector y director de la Escuela de Ciencias Políticas y Sociales de 1966 a 1968. Impartió cátedra de Antropología, Etnología, Economía y Tecnología Primitiva, Antropología Social, Cambio Social y Cultural, y Métodos y Técnicas de Investigación Social. 
En 1970 dejó la Compañía de Jesús para contraer matrimonio con Carmen Anzures y Bolaños. Fue profesor visitante en el Mexican-American Cultural Center de San Antonio, Texas y de la Escuela Nacional de Antropología e Historia, Unidad Chihuahua, de la cual fue promotor. Desde 1980 fue profesor a nivel doctorado en la Facultad de Filosofía y Letras de la Universidad Nacional Autónoma de México (UNAM).

## Investigador e indigenista
Desde 1969 a 1971 realizó estudios e investigaciones colaborando para el Instituto de Investigaciones Históricas de la UNAM, y, a partir de 1978 colaborando para el Instituto de Investigaciones Antropológicas de la misma casa de estudios. Desde 1985 fue investigador nivel II del Sistema Nacional de Investigadores. 
En 1990, el arzobispo de Hermosillo, Carlos Quintero Arce, lo nombró miembro de la "Comisión para el proceso ordinario en la causa histórica de beatificación del siervo de Dios Eusebio Kino, S. J.", reconociendo su experiencia en el estudio de la obra misionera de los jesuitas en el noreste de México. 
En 1993 colaboró con la Comisión de Asuntos Indígenas del Congreso del Estado de Chihuahua exponiendo sus puntos de vista acerca de los derechos étnicos y culturales que deben tener los habitantes de la sierra Tarahumara. Ese mismo año fue nombrado miembro honorario de la Comisión de Solidaridad y Defensa de los Derechos Humanos, fundada por el obispo de la Tarahumara, José Alberto Llaguno Farías, como reconocimiento a su labor en favor de los derechos humanos. Participó en más de 50 reuniones y congresos indigenistas en Lovaina, Melgar, México, Moscú y París.
Fue miembro de varias sociedades y organizaciones científicas, entre ellas la Société des Américanistes de París, la American Anthropological Association, la Sociedad Chihuahuense de Estudios Históricos, la Sociedad Mexicana de Antropología, la Sociedad Mexicana para el Estudio de las Religiones y el Centro de Estudios Ecuménicos entre otras.
En 1994 sufrió un accidente cardiovascular que lo dejó prácticamente paralizado, un año más tarde viajó en compañía de su esposa a Sevilla para presentar su tesis de doctorado en Historia de América. Murió el 19 de enero de 1998 en la Ciudad de México.

## Obras publicadas
Fue políglota, hablaba y escribía alemán, español, francés, inglés, italiano, latín y rarámuri, comprendía el griego, neerlandés, portugués y algo de ruso. De esta manera realizó diversas traducciones del inglés al castellano, del francés al castellano, del latín al francés, de latín al castellano y del rarámuri al castellano. Fue autor o coeditor de 12 libros, escribió alrededor de 150 artículos sobre cuestiones indígenas del noroeste de México desde su época colonial hasta el siglo XX. Fundó la revista Estudios Indígenas. Entre algunos de sus títulos se encuentran:
- Síntesis de gramática rarámuri en 1950.
- Diccionario tarahumara-castellano, coautor con David Brambila y José Vergara Bianchi, en 1952.
- “Problems d'acculturation en Amérique Latine” en Mission et cultures nonchrètiennes en 1959.
- Pastoral indigenista en México, en 1970.
- Revoltes des Indiens Tarahumars (1626-1724), en 1971.
- “Promoción indígena” en Justicia y paz en 1971.
- “Las barrancas tarahumaras” en Estudios de Historia Novohispana, Instituto de Investigaciones Históricas de la UNAM, en 1974.
- Arqueología y derecho en México, editor, en 1980.
- Tarahumara: la sierra y el hombre en 1982.
- “Joseph Neumann: un mexicano desconocido (1648-1732)” en Anales de Antropología en 1986.
- “Lingüística y toponimia tarahumara” en Tlalocan del Instituto de Investigaciones Históricas de la UNAM, en 1989.
- El noroeste novohispano en la época colonial, en 1993.

## Premios y distinciones
- Orden de las Palmas Académicas en grado Chevalier por el gobierno de Francia en 1980.
- Beca por el gobierno de la República Socialista de Checoslovaquia en 1984.
- Beca Fulbright por la embajada de Estados Unidos en México de 1987 a 1988.
- Premio Nacional de Ciencias y Artes en el área de Historia, Ciencias Sociales y Filosofía otorgado por la Secretaría de Educación Pública en 1992.